# 何思澄
何 思澄（か しちょう、生没年不詳）は、南朝斉から梁にかけての官僚・文人。字は元静。本貫は東海郡郯県。

## 経歴
南朝斉の征東録事参軍・余杭県令の何敬叔の子として生まれた。若くして学問につとめ、文辞に巧みであった。南康王蕭宝融の下で侍郎を初任とした。安成王蕭秀の下で左常侍をつとめ、太学博士を兼ねた。天監6年（507年）、蕭秀が江州刺史に転じると、思澄はその下で平南行参軍となり、記室を兼ねた。この頃、思澄は「遊廬山詩」を作って、沈約に激賞された。沈約は郊外の居宅に新しい書楼を設けたとき、書人に命じてこの詩を壁に書きつけさせた。また思澄は傅昭に請われて「釈奠詩」を作った。
天監15年（516年）、太子詹事の徐勉が学士を推挙して華林に入れ『遍略』を編纂するよう武帝に命じられると、思澄ら5人を選んで推挙した。8年でその書は完成し、合わせて700巻に及んだ。思澄は廷尉正から治書侍御史に転じた。しばらくを経て秣陵県令に転じ、入朝して東宮通事舎人を兼ねた。思澄は舎人を兼ねたまま、湘東王蕭繹の下で安西録事参軍をつとめた。ときに徐勉や周捨はともに思澄の学問を好んで、よく思澄を招いて語らった。後に武陵王蕭紀の下で宣恵中録事参軍に任じられ、在官のまま死去した。享年は54。文集が15巻あった。
子の何朗は字を世明といい、若くして文才で知られ、「敗冢賦」を作った。官は員外散騎侍郎・固山県令となったが、24歳で死去した。

## 伝記資料
- 『梁書』巻50 列伝第44
- 『南史』巻72 列伝第62